# Fifteen Ravine British Cemetery
Le cimetière « Fidfteen Ravine British Cemetery » est un cimetière militaire de la Première Guerre mondiale situé sur le territoire de la commune de Villers-Plouich (Nord).

## Localisation
Le cimetière Fifteen Ravine est situé en pleine campagne à 1,5 km au sud du village. On y accède par un chemin agricole.

## Historique
Quinze Ravins était le nom donné par l'armée à un ravin peu profond, jadis bordé d'une quinzaine d'arbres, perpendiculaire à la voie ferrée à environ 800 mètres au sud du village de Villers-Plouich. Le cimetière a été commencé en avril 1917, quelques jours après la capture du ravin par la 12e South Wales Borderers. Il a continué à être utilisé pendant la bataille de Cambrai (novembre 1917) et jusqu'en mars 1918. Le 22 mars, le deuxième jour de la grande offensive allemande, le sol leur est tombé aux mains après de violents combats et il n’a pas été retrouvé avant la fin du mois de septembre suivant. En mars 1918, le cimetière renfermait 107 tombes, mais il fut considérablement agrandi après l'armistice lorsque des tombes furent amenées des champs de bataille au sud-ouest de Cambrai et d'autres cimetières.
Texte du petit-fils de Samuel Taylor tombé le 20 novembre 1917 et inhumé dans ce cimetière, lors de sa visite sur la tombe de son grand-père en 2003 : 
« Enfin, nous avons trouvé la dernière demeure de mon grand-père, Samuel Taylor, qui avait été tué dans les premières heures de la bataille de Cambrai en 1917... Nous avons été très amusés au début de trouver une petite place dans le village a été nommé « Place de Wandsworth » après le London Borough of Wandsworth. Apparemment, cela était dû au fait que le bataillon « Wandsworth Pals » avait passé beaucoup de temps dans la région en 1917. Ils avaient pris le village en avril de cette année, au cours duquel un de leurs hommes avait reçu la Croix de Victoria. A ensuite passé les prochains mois à le défendre.
Après la guerre, le Conseil de Wandsworth a tenu à maintenir les liens qui s'étaient développés et, en 1920, a adopté Villers-Plouich, qui avait été totalement dévasté pendant le conflit. Une collection publique en Grande-Bretagne a recueilli des fonds pour aider à la reconstruction du village et des liens étroits existent entre eux.
Le lien entre le Conseil et ce petit village du nord de la France remonte à plus de 80 ans. En 1919, le nouveau maire de Wandsworth ne tarda pas à nouer des liens avec la communauté que le 13e East Surreys avait libérée de l'occupation allemande et où le caporal Foster avait gagné sa Croix de Victoria. La British League of Help était un système par lequel les villes britanniques pouvaient « adopter » et aider à financer la restauration d'une communauté française ou belge dévastée. Le 25 septembre 1920, le conseil de Wandsworth adopta officiellement Villers-Plouich, qui avait été totalement détruit par la guerre. Environ 1200 livres ont été collectées grâce à des dons privés et envoyées au maire français pour aider à la reconstruction ».

## Caractéristique
Ce cimetière possède un imposant portail d'entrée. Son architecte est Sir Herbert Baker.

## Galerie

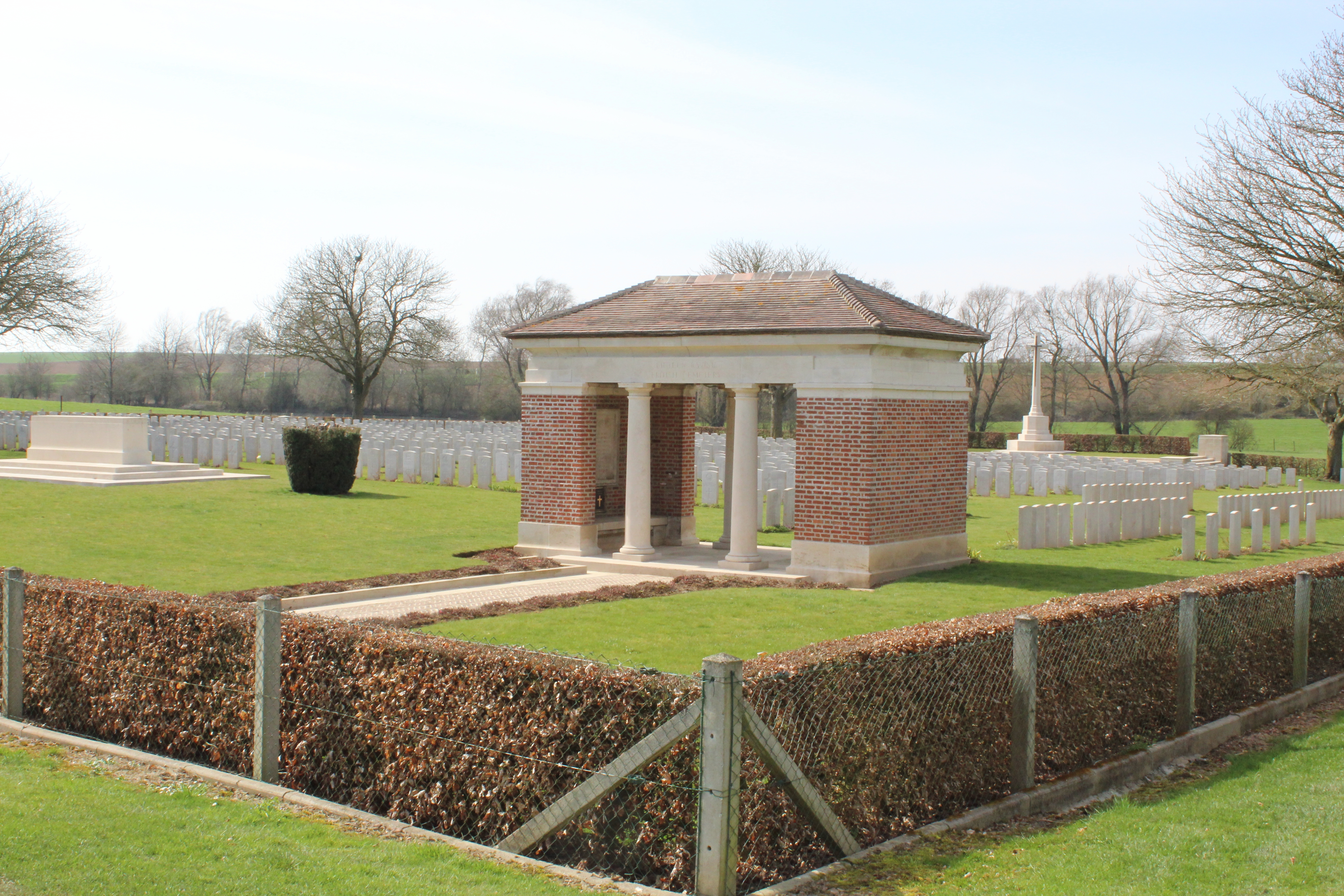
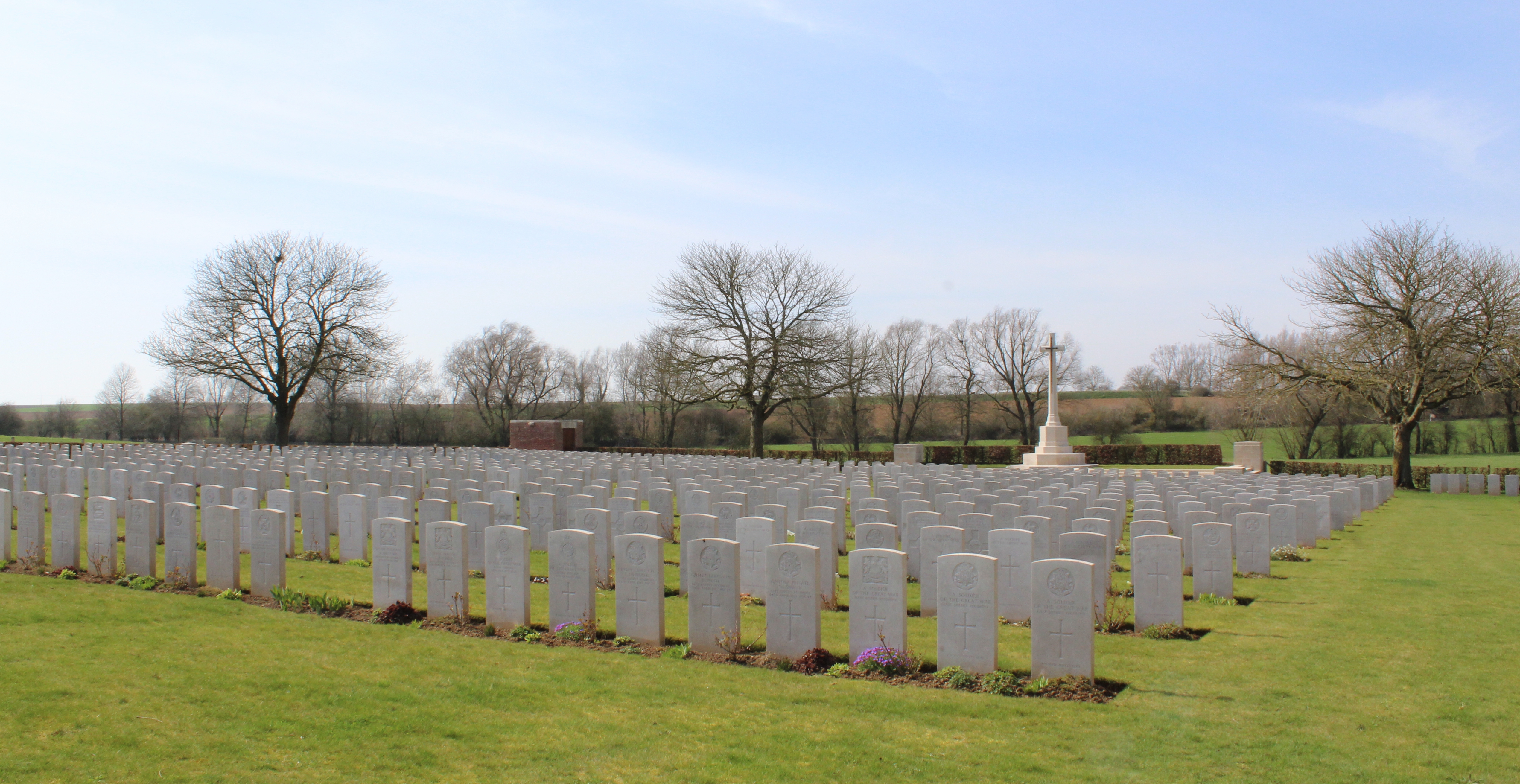
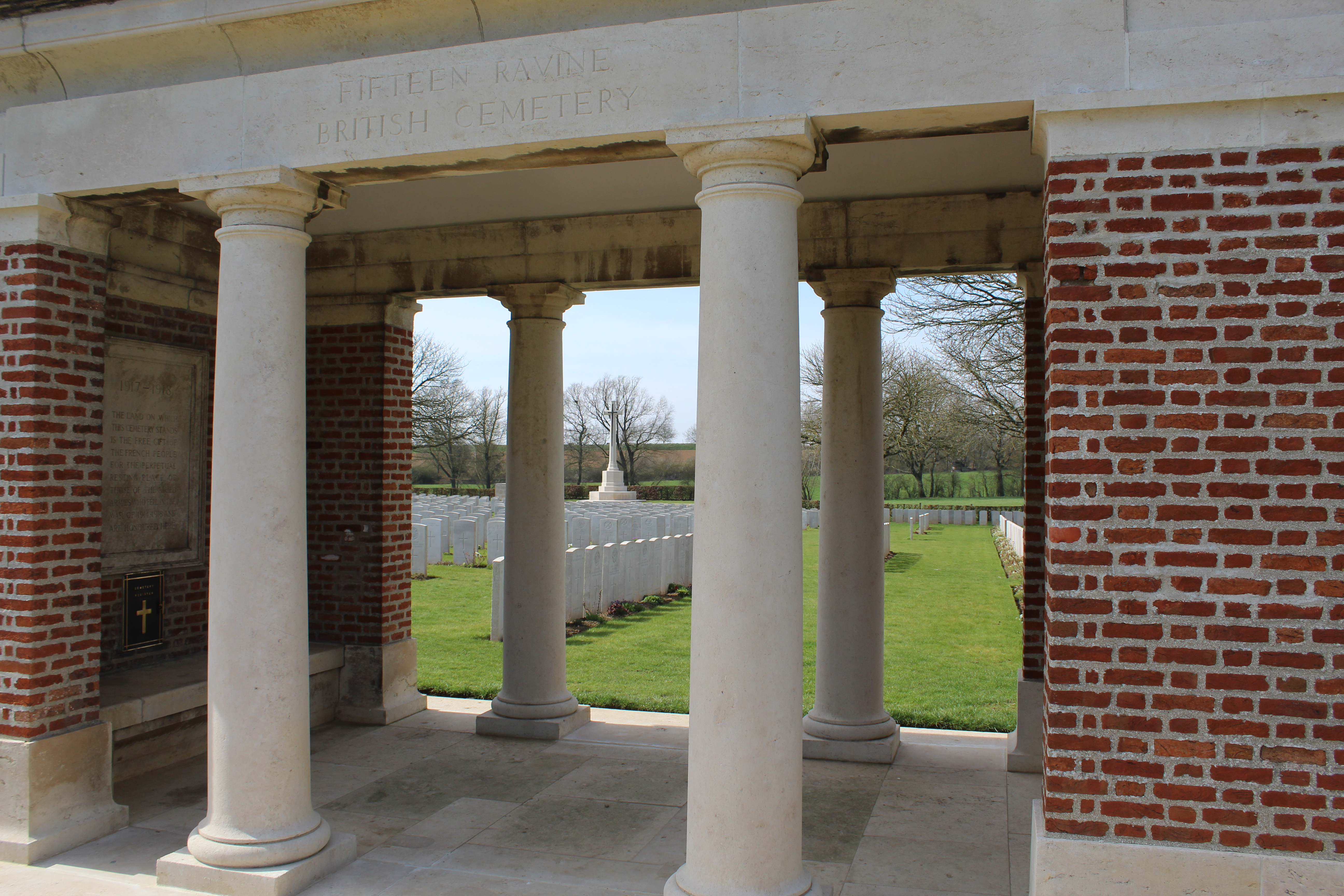

## Sépultures
| Pays             | Sépultures |
| ---------------- | ---------- |
| Royaume-Uni      | 1 193      |
| Canada           | 1          |
| Nouvelle-Zélande | 60         |
| Afrique du Sud   | 10         |
| Allemagne        | 2          |
| Total            | 1 266      |

### Liens Externes
- « Fifteen Ravine British Cemetery », sur purdy.org.uk (consulté le 23 avril 2023)
- « inmemories.com/Cemeteries/fift… »(Archive.org • Wikiwix • Archive.is • Google • Que faire ?)
- Ressource relative à l'architecture :   - Commonwealth War Graves Commission